# Edward Dudkiewicz
Edward Dudkiewicz (ur. 27 września 1898 w Szczecnie, pow. kielecki, zm. 12 listopada 1939 w Łodzi) – polski nauczyciel, działacz Związku Nauczycielstwa Polskiego, poseł na Sejm II Rzeczypospolitej.
Uczestnik wojny polsko-bolszewickiej 1920.
Absolwent Państwowego Seminarium Nauczycielskiego w Kielcach, Wyższego Kursu Nauczycielskiego w Łodzi oraz Szkoły Podchorążych Piechoty.
Od 1922 pracował jako nauczyciel i kierownik szkół powszechnych w Łodzi nr: 33, 121, 74, 5.
Brał czynny udział w ruchu związkowym Związku Nauczycielstwa Polskiego, od 1928 był członkiem Zarządu, a od 1935 prezesem Zarządu Oddziału Grodzkiego Okręgu Łódzkiego ZNP oraz członkiem Zarządu Okręgu Związku.
W latach 1935-37 był redaktorem czasopisma "Głos Nauczycielstwa Łódzkiego", wydawanego przez Zarząd Okręgu ZNP w Łodzi. Przewodniczył oddziałowi łódzkiemu Polskiego Związku Zachodniego w Łodzi.
Pełnił funkcję sekretarza Towarzystwa Kolonii Letnich w Łodzi.
W 1938 wybrany został posłem na Sejm RP V kadencji, był członkiem Komisji oświaty i pracy. Odznaczony Srebrnym Krzyżem Zasługi.
Po wybuchu II wojny światowej aresztowany przez hitlerowców i uwięziony w ramach akcji eliminacji polskiej inteligencji Intelligenzaktion Litzmannstadt. Rozstrzelany przez Niemców 12 listopada 1939 r. i pochowany w zbiorowej mogile; po wojnie szczątki przeniesiono do grobu zbiorowego na cmentarzu w Łodzi – Łagiewnikach.